# Potiivka, Radomîșl
Potiivka (în ucraineană Потіївка) este localitatea de reședință a comunei Potiivka din raionul Radomîșl, regiunea Jîtomîr, Ucraina.

## Demografie
Componența lingvistică a localității Potiivka
     Ucraineană (97,74%)
     Rusă (1,88%)
     Alte limbi (0,19%)
Conform recensământului din 2001, majoritatea populației localității Potiivka era vorbitoare de ucraineană (97,74%), existând în minoritate și vorbitori de rusă (1,88%).